# Collegialità episcopale
Collegialità episcopale come termine teologico esprime la fede della Chiesa nell'unità del sacramento dell'ordine sacro al suo massimo livello .
Tutti i vescovi, in quanto dotati del relativo sacramento, fanno parte del collegio episcopale, anche se privi di giurisdizione su una specifica diocesi.
Nel suo esercizio, tale dottrina nella Chiesa cattolica richiede sempre la presenza del capo del collegio episcopale, il vescovo di Roma quale successore dell'apostolo Pietro ("cum et sub Petro").
Tale dottrina, sottolineata dal concilio Vaticano II, trova applicazione soprattutto nei concili ecumenici, ma anche nei sinodi dei vescovi ed in altre strutture di collaborazione.